# Austin Seibert
Austin Mitchell Seibert (Belleville, Illinois, 15 de noviembre de 1996) más conocido como Austin Seibert, es un jugador profesional estadounidense de fútbol americano que se desempeña en la posición de placekicker en New York Jets, equipo de la National Football League (NFL).

## Carrera
Fue seleccionado en la quinta ronda en la Reunión Anual de Selección de Jugadores de la NFL de 2019. Hizo su debut profesional con el equipo Cleveland Browns, en el cual jugó dos temporadas (2019-2020), después pasó a Cincinnati Bengals (2020-2021), posteriormente a Detroit Lions (2021-2023), luego a New York Jets, donde lleva jugando una temporada.